# 7681 Chenjingrun
7681 Chenjingrun è un asteroide della fascia principale. Scoperto nel 1996, presenta un'orbita caratterizzata da un semiasse maggiore pari a 2,3374659 UA e da un'eccentricità di 0,1522422, inclinata di 7,59843° rispetto all'eclittica.
Prende il nome dal matematico cinese Chen Jingrun.